# 新国劇
新国劇（しんこくげき）は、かつて存在した日本の劇団である。「剣劇」を創出したことで知られる。

## 変遷
1917年、芸術座（第1次。島村抱月主宰）を脱退した澤田正二郎らによって結成。歌舞伎よりもリアルな立ち回りを多用した時代物で男性客の人気を得た。
1929年に澤田が急死して危機に陥ったが、理事の俵藤丈夫、文芸部長の竹田敏彦らが立て直しを図り、若手の島田正吾・辰巳柳太郎を主役に据える大抜擢が功を奏し、戦前の全盛期を謳歌した。
第二次世界大戦後、連合国軍最高司令官総司令部は封建的な内容、特に時代劇などを禁ずる指令を出していた。1949年、新国劇側は『大菩薩峠』を取り上げようと考え、恐る恐る司令部にお伺いを立てたところ許可が出た。久々のチャンバラものの上演とあって好評を博し、戦後最大のヒットとなった。しかし、次第に戦後の大衆娯楽状況の変化、とくに男性観客の減少の影響をまともに受けて、1960年代後半以降は低迷、島田・辰巳の後継者作りにも失敗した。
1968年にフジテレビと提携、株式会社化したが、同社との提携を解消した1972年以降資金繰りが悪化し、1975年頃に大山克巳のファンであった実業家・宮川正信に経営支援を要請し、宮川が会長に就任。ミス日本グランプリの浅井孝美（京孝美）が活動するなど、新しい経営を行うとともに多額の資金援助を行う。しかし、従来からいる内部関係者からは反発を受けるなどして上手く行かず、1987年に創立70周年記念公演を終えた後、解散した。

## 劇団創設の経緯
澤田正二郎は早稲田大学文学科在学中の1910年、文芸協会の演劇研究所（責任者・坪内逍遥。後に文芸協会会長となる）に第2期生として入所。1912年、有楽座における文芸協会第3回公演で初舞台を踏んだ。
1913年に文芸協会が解散すると、澤田は島村抱月が組織した芸術座に参加した。澤田は芸術座の俳優としては座頭格の松井須磨子に次ぐナンバー2の位置を占めていたが、1917年3月新富座の『お艶と新助』での須磨子との共演を最後に倉橋仙太郎・中田正造・金井謹之助・三好栄子・明石澄子らとともに退座した。ただちに新国劇を結成し、翌4月同じ新富座で旗揚げをしたのである。
澤田の芸術座脱退については、かねてからあった主宰者島村抱月と松井須磨子との関係やそれゆえの須磨子の横暴に対する嫌悪が爆発したものとされるが、初めての髷物で新助に扮した自分の演技があまりにも素人っぽいことへの反省と出直しの決意を示したとも思われる。

## 沿革
- 1917年 - 澤田正二郎・倉橋仙太郎・金井謹之助らにより結成。新富座で旗揚げ公演を行うが興行的に失敗、関西に赴く。
- 1919年 - 京都明治座で『月形半平太』、大阪弁天座で『國定忠治』といずれも行友李風作品を初演[5]、大当たり。以後この2作は新国劇の財産演目となる。
- 1920年 - 東上して明治座で公演を行うが興行失敗、再度西下。
- 1921年 - 明治座で『大菩薩峠』を初演、東京での声価を固める。
- 1923年
  - 賭博行為および警察官への暴行容疑で男優全員が警視庁浅草象潟警察署に逮捕される（いわゆる「象潟事件｣）[6]。
  - 関東大震災罹災市民慰安のため、日比谷音楽堂で野外劇『勧進帳』ほかを上演。
- 1929年 - 澤田正二郎急死。
- 1931年 - 若手俳優の島田正吾・辰巳柳太郎を主役に抜擢。以後この2人は長く劇団の支柱となる。
- 1947年 - 北条秀司脚本・辰巳柳太郎主演の『王将』がヒット。
- 1954年 - 映画製作を再開した日活の第1作『国定忠治』に劇団ユニット出演。
- 1965年 - 若手俳優緒形拳がNHK大河ドラマ『太閤記』に主演、注目を浴びる。
- 1968年 - フジテレビと提携、株式会社化。
- 1972年 - フジテレビとの提携を解消。緒形拳ら退団。
- 1975年 - 経営不振により実業家・宮川正信に経営支援を要請しそれを受け入れ会長となる。
- 1976年 - ミス日本第８回グランプリの浅井孝美等の若手が活躍。
- 1979年 - 株式会社新国劇、経営不振から倒産。以後「演劇集団・新国劇」として活動。1億7000万円にのぼる負債は、島田・辰巳が6年がかりで返済。
- 1987年 - 御園座・新橋演舞場で創立70周年記念公演。終了後、解団。「新国劇」の名称は澤田の長男　正太郎含む遺族達に返還。残った中堅メンバーは劇団若獅子を創設する。

## 新国劇という名称
劇団名「新国劇」は新出発に際し、澤田の恩師坪内逍遥から与えられたものである。「国劇」は「わが国の劇」、この場合は歌舞伎を指す。先行の「新派」の呼称が従来の歌舞伎を「旧派」とする「新派歌舞伎劇」の意味合いを持ち、「新劇」が新派を含めた「旧劇」に対する「新しい劇」という自負を示すのに対し、「新国劇」は「新旧両派歌舞伎劇を越える新しい日本の劇」を標榜する名称で、新派と新劇の中間という位置を示すものといえよう。

## 出身俳優
- 秋月正夫
- 浅野進治郎
- 井上克一
- 石橋正次
- 石原辰己
- 石山健二郎
- 伊吹聰太朗
- 岩上力
- 上田吉二郎
- 大河内傳次郎
- 大友柳太朗
- 大山克巳
- 緒形拳
- 小川隆
- 小川虎之助
- 沖隆二郎
- 北村晃一
- 木村元
- 黒川弥太郎
- 小金井勝
- 五大路子
- 斎藤邦唯 [7]
- 佐々木剛
- 真田健一郎
- 澤田正二郎
- 島田正吾
- 竹田敏彦
- 辰巳柳太郎
- 土肥了平
- 戸山英二郎
- 初瀬乙羽
- 林洋
- 原健策
- 美川陽一郎
- 三好栄子
- 森章二
- 八木孝子
- 山岡徹也
- 若林豪
- 浅井孝美